# アッペンツェラー

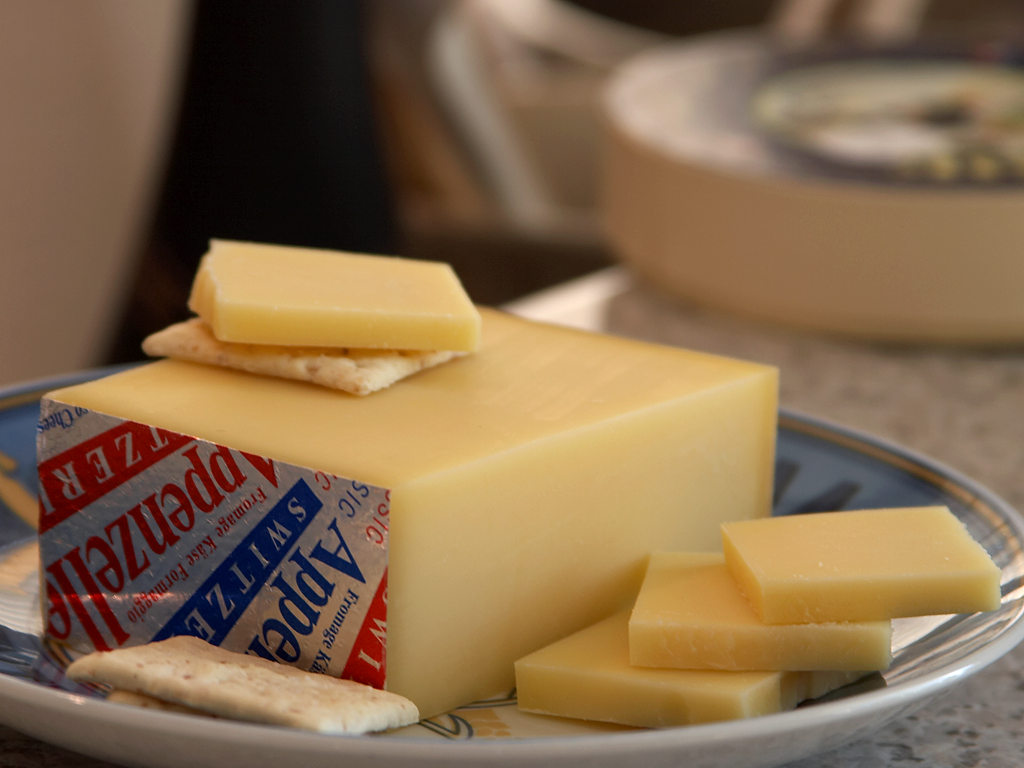

アッペンツェラー（Appenzeller）はスイス北東部アッペンツェル地方で生産される、牛乳から作るハードチーズ。生産地としてはアッペンツェル・インナーローデン準州、アッペンツェル・アウサーローデン準州、ザンクト・ガレン州、トゥールガウ州が挙げられる。熟成させるとき、ハーブ（時にはワインやシードルも）を浸した塩水をホイール（円盤状のチーズ塊）の表面に塗り、これが外皮（リンド）の形成を促すと共に、チーズに風味を添えて持ちをよくする。
アッペンツェラーは少なくとも700年前には文献に現れている。現在、約75のチーズ製造場がこれを生産し、各々が違った塩水のレシピを持っている。そのレシピの殆どは企業秘密である。
アッペンツェラーは麦わら色をしており、小さな孔と黄金色の外皮を持つ。濃厚な匂いは木の実もしくは果実の風味があり、それは熟成期間に応じてまろやかなものからきついものまである。三種類が売られている。
- クラシック - 3-4ヶ月熟成し、マイルドな風味。ホイールが銀のラベルで包装されている[2]。
- シュルショワー - 4-6ヶ月熟成し、強い風味。金のラベル[3]。
- エクストラ - 6ヶ月以上熟成し、格別の風味。黒のラベル[4]。